# U-474
U-474 je bila nedokončana vojaška podmornica razreda VIIC nemške Kriegsmarine med drugo svetovno vojno.

## Zgodovina
Gradnjo podmornice so naročili 20. januarja 1940, na kar se je gradnja pričela 28. decembra 1941. 17. aprila 1943 so podmornico splovili, na to pa je bila 14. maja 1943 v zavezniškem letalskem napadu na ladjedelnico v Kielu potopljena. Leta 1945 so jo dvignili in skoraj popolnoma popravili, dokler je niso 3. maja 1945 namerno potopili. 

## Tehnični podatki
{{subst:Tip-}}